# Produktová fotografie

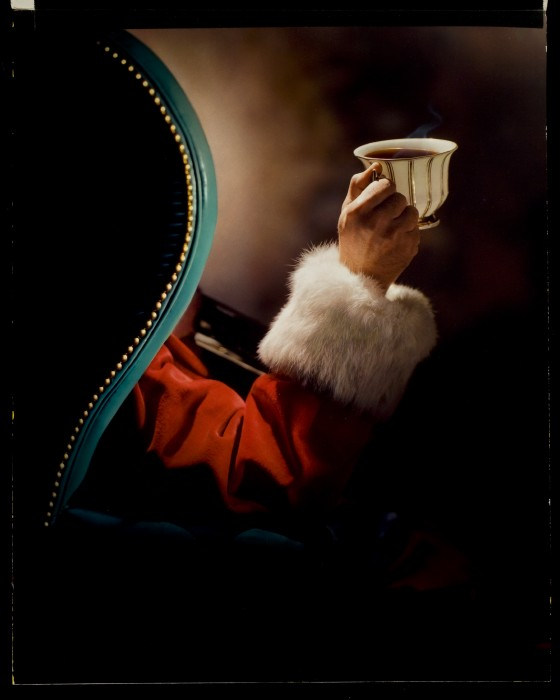
Nickolas Muray: Santa Claus, reklama pro A&P Coffee, 1958

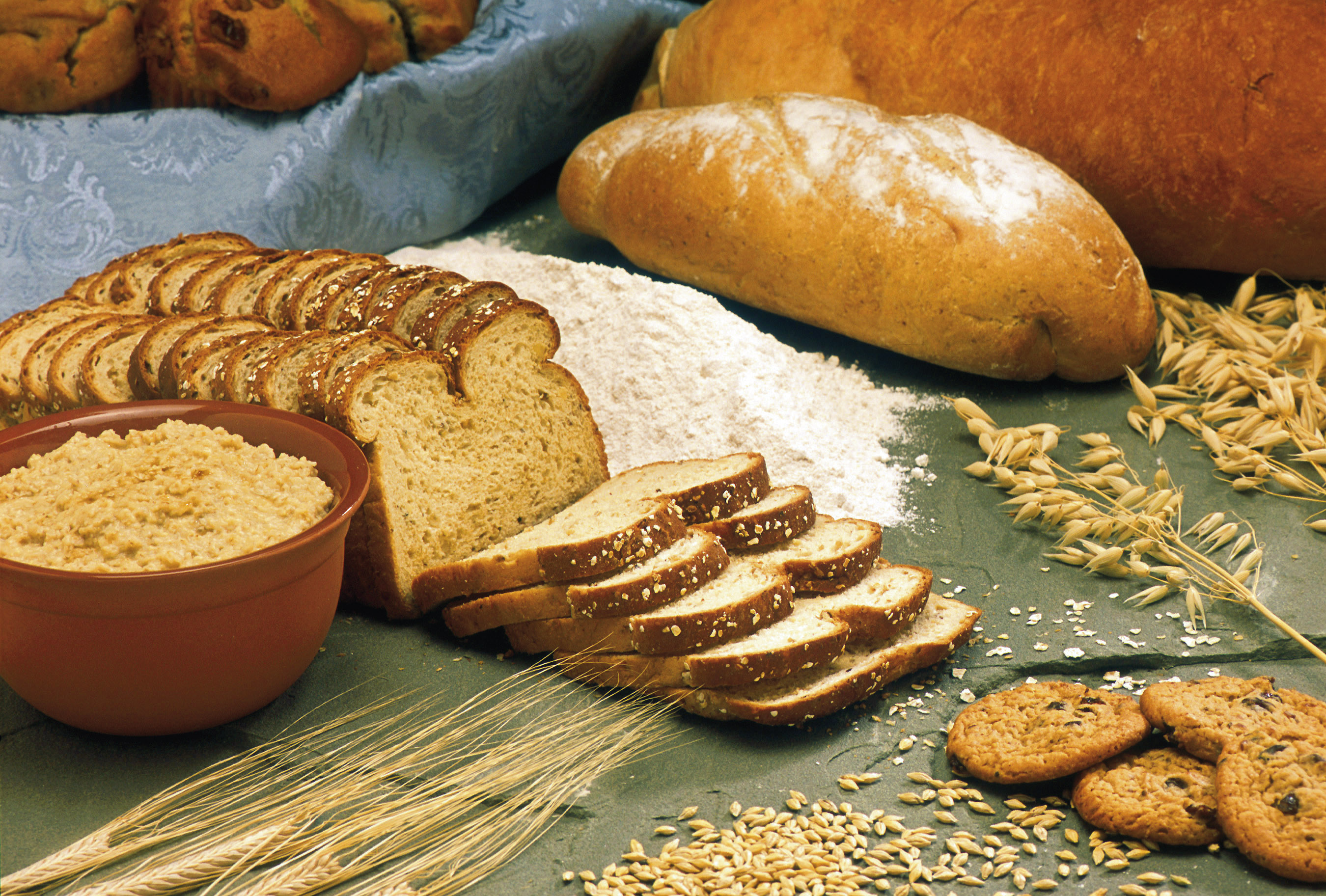
Pečivo

Produktová fotografie nebo katalogová fotografie je fotografický žánr, který nalézá své využití v reklamě a zachycuje vizuální vlastnosti inzerovaného produktu - jeho design, konstrukci a významné části. Je důležitou součástí reklamní fotografie. Na základě požadavků má za úkol vyfotografování zboží, předmětů nebo produktů ve sjednoceném stylu a kompozici. Pohled na zobrazený objekt by měl jasně „hovořit“ o důležitých funkčních vlastnostech produktu a jak se liší od konkurenčních výrobků.

## Popis
Produktová fotografie se využívá například v brožurkách, na internetových stránkách on-line obchodů, v periodikách, stejně jako v katalozích a uměleckých albech, pohlednicích, posterech a plakátech, atd. Velká část lidí se prý rozhoduje na základě vizuální informace. V mnoha případech je obrázek v brožuře, katalogu nebo na plakátu pro klienta nebo zákazníka jednou z mála příležitostí, jak posoudit všechny výhody zobrazovaného objektu. Zákazník pouze podle fotografií učiní určité závěry, které později ovlivní jeho rozhodování o uzavření obchodu.

## Technika
Pokud je to nutné, musí fotograf využít další zařízení a speciální nástroje - speciální stůl, makroobjektiv, polarizační filtry, bezestínový box, různé zdroje světla nebo barevná pozadí. Při fotografování by fotograf měl odstranit zbytečné odlesky a odrazy, zdůraznit objem, hloubku, a strukturu povrchu objektu. Samozřejmostí je správné vyvážení barev a vyvážení bílé, musí být vzata do úvahy celá řada otázek, aby bylo dosaženo co nejpřesvědčivějších obrazových výsledků.

## Estetika
Mnoho fotografovaných produktů, jako jsou například lednička, žárovka nebo mechanické části strojů samy o sobě nejsou pozoruhodné nebo jsou méně atraktivní, dosahuje se estetické fotografické reprezentace často zajímavým osvícením s kreativními stíny, zajímavou perspektivou a případně pozoruhodnými doplňky nebo dekoracemi.
Přitom svou roli hraje cílová skupina, pro kterou je fotografie určena a hraje zásadní roli. Při fotografování pro odborníky do odborného časopisu, katalogu nebo pro encyklopedii (například jako je Wikipedie) obecně nemá smysl mít sugestivně a přesvědčivě působící snímek, ale má spíše poskytovat faktické informace. Přechod od dokumentární informativní fotografie k produktové emotivní fotografii (případně výtvarné fotografii (zátiší) je postupný a záleží na divákovi a účelu.
Zvláštní oblastí produktové fotografie je takzvaný „foodstyling“, neboli fotografie potravin. Specialista v tomto oboru se věnuje komerční fotografii jídla v nejpříznivějším osvětlení. Neatraktivní organické potraviny bývají často nahrazovány plastovými nebo voskovými náhražkami. Potraviny jsou ošetřovány speciálními prostředky a laky, které jim přidávají bohatost a lesk, jsou nahrazovány kapalinami podobného vzhledu, aby snímek nejlépe vypovídal o jejich kvalitách. To je také důvod, proč amatérští fotografové nemohou tak snadno dosáhnout tak úspěšných a "chutných" fotografií jídla, jako jsou například publikovány ve specializovaných knihách a časopisech.

## Galerie

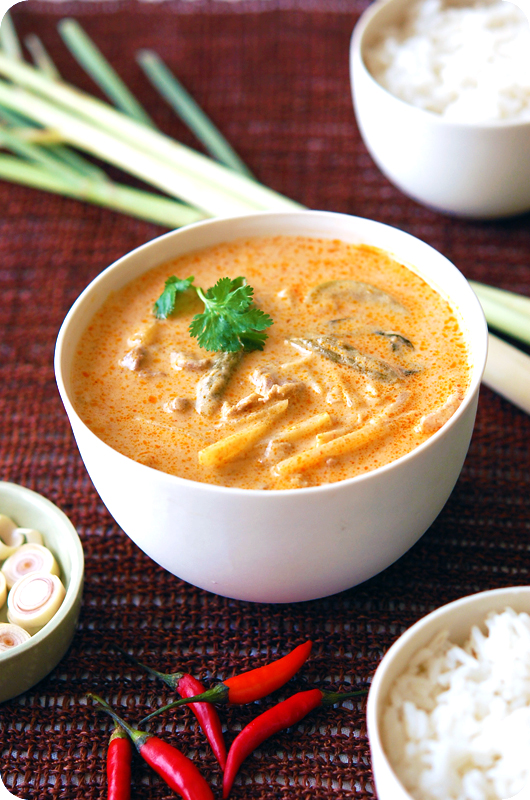
Fotografie jídla je specializovanou produktovou fotografií
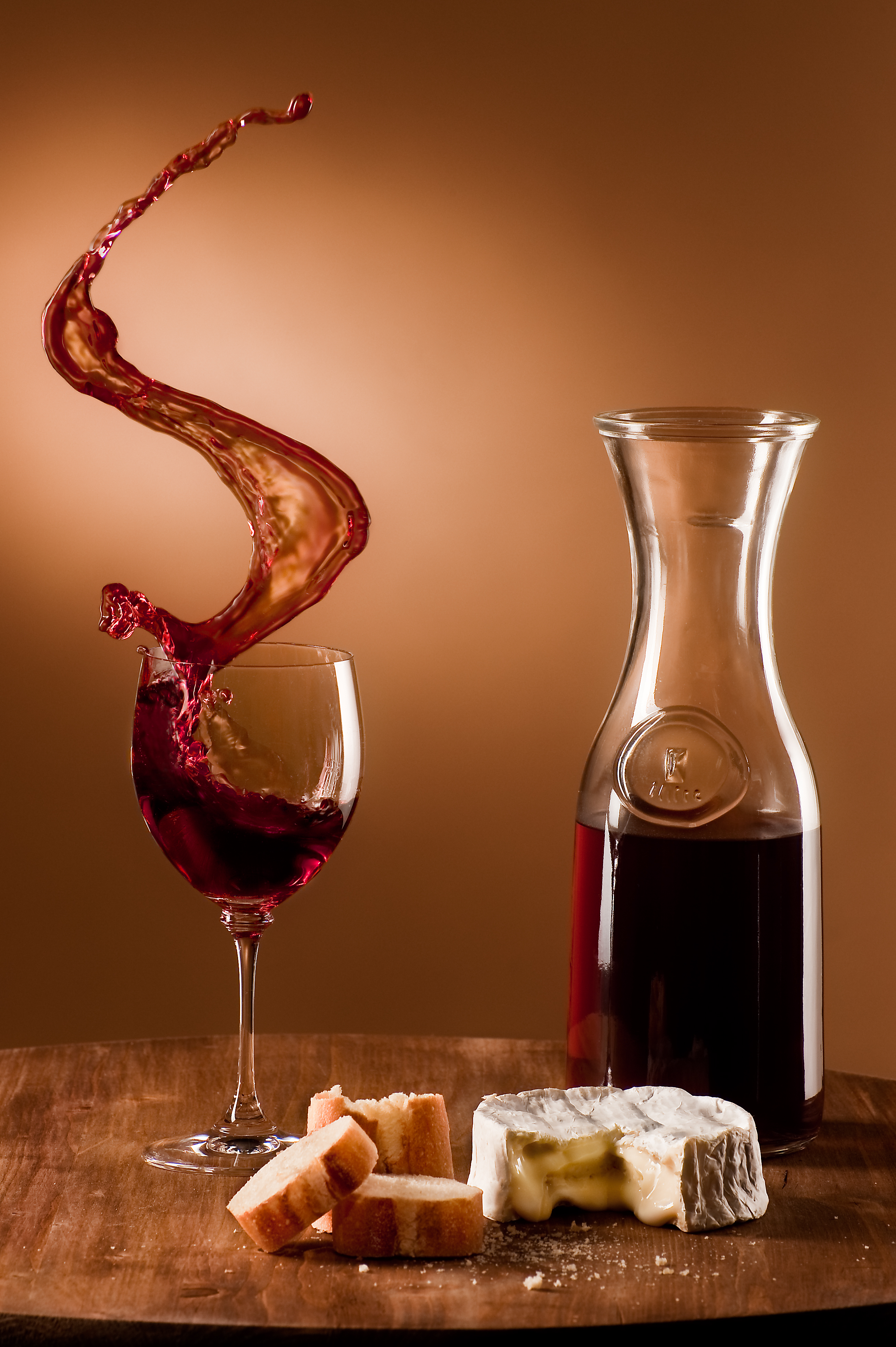
Studiová fotografie z ateliéru společnosti Studiocommunity vytvořená bez použití fotomontáže. Všechny objekty jsou připevněné na desce, do které bylo prudce strčeno do strany, takže se víno vylilo ze sklenice. Karafa vpravo je naplněna želatinou vínové barvy.
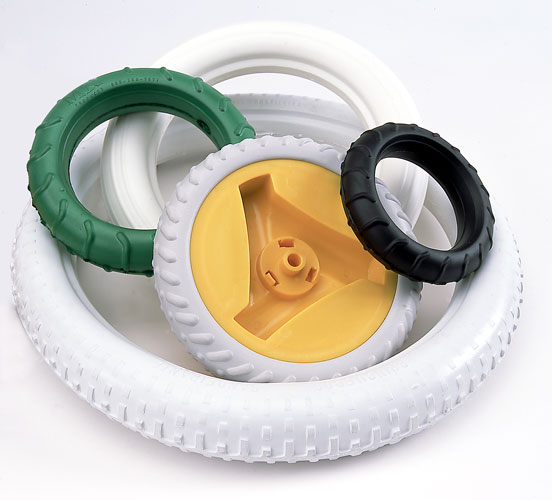
Pneumatiky
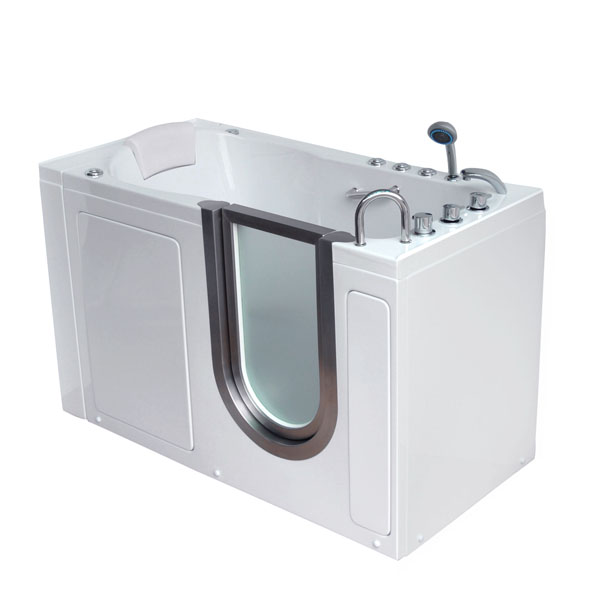
Vana Ellas Deluxe Walk
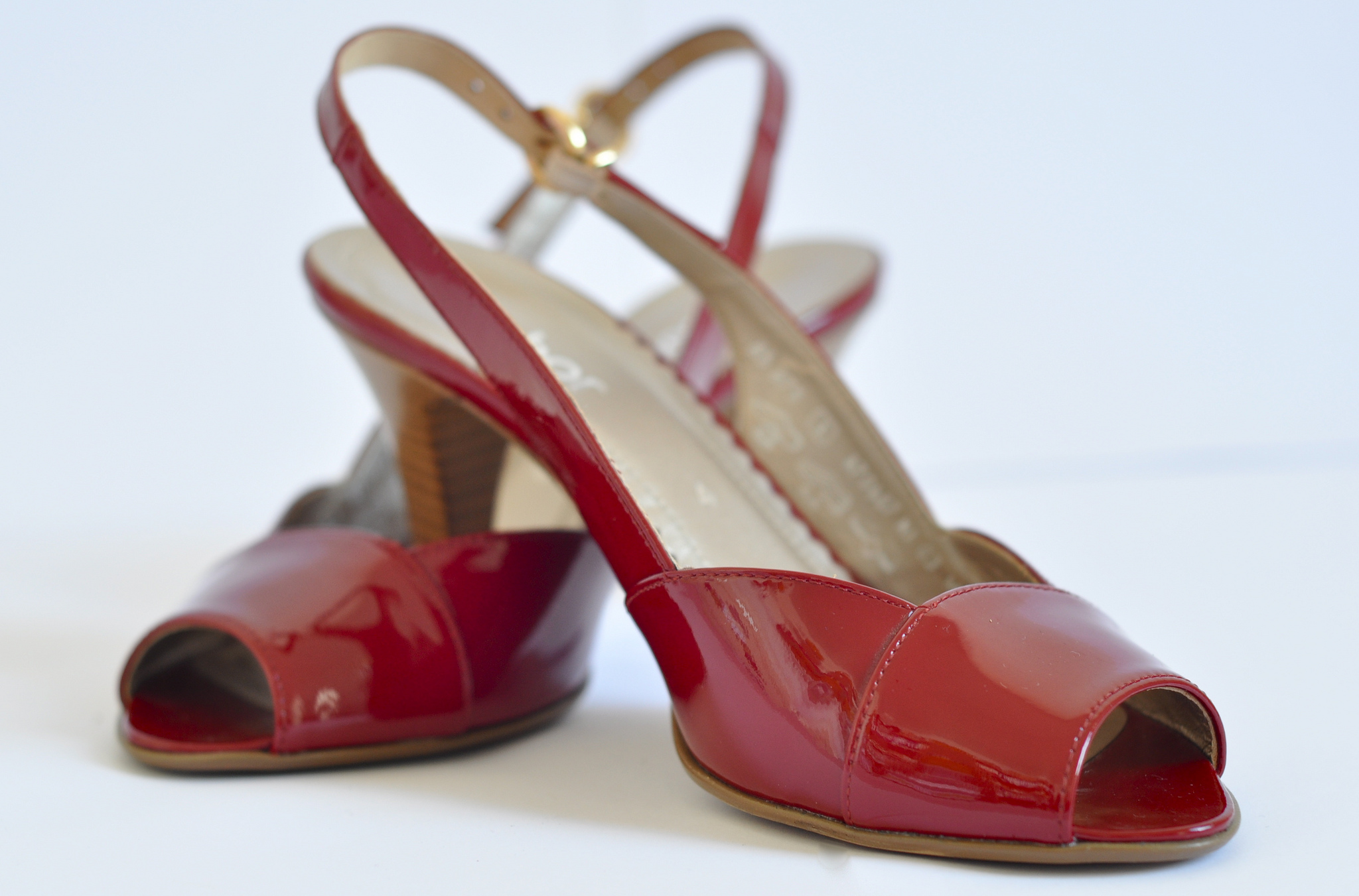
Boty
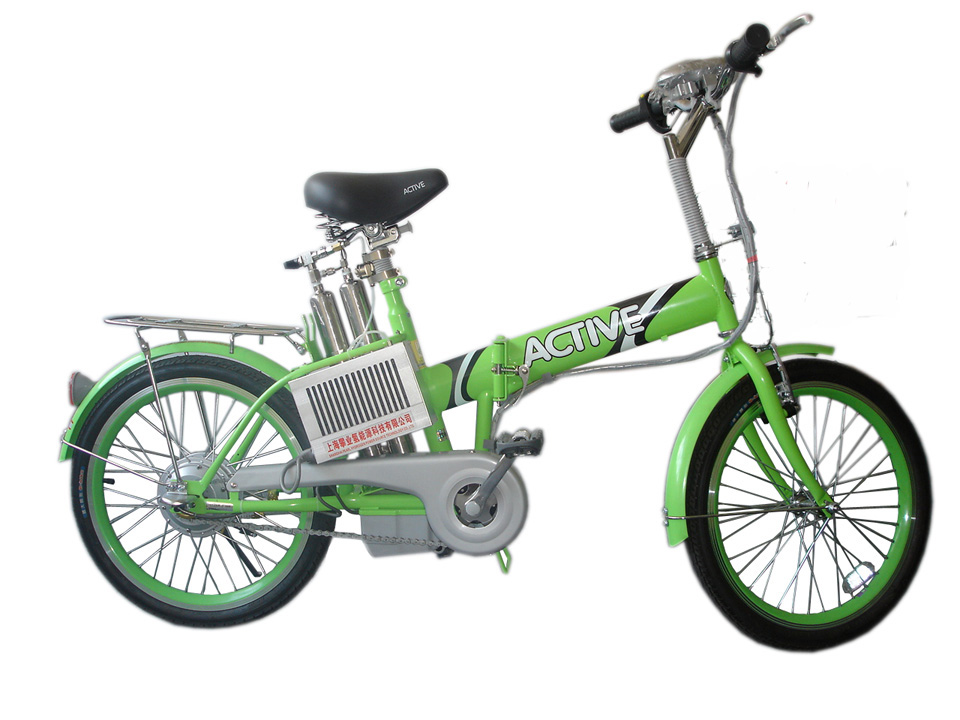
Kolo Hydrogen bicycle
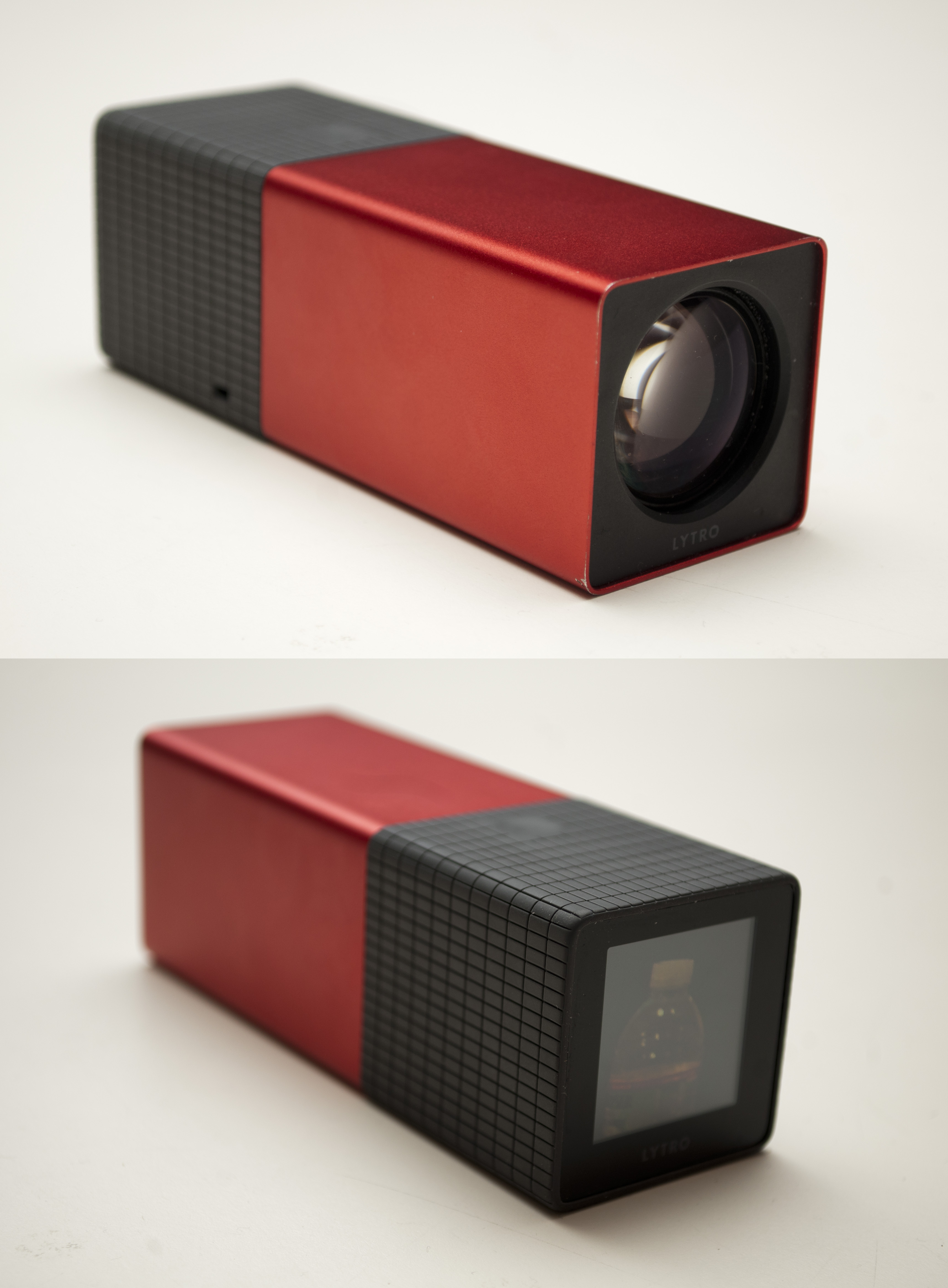
Fotoaparát Lytro
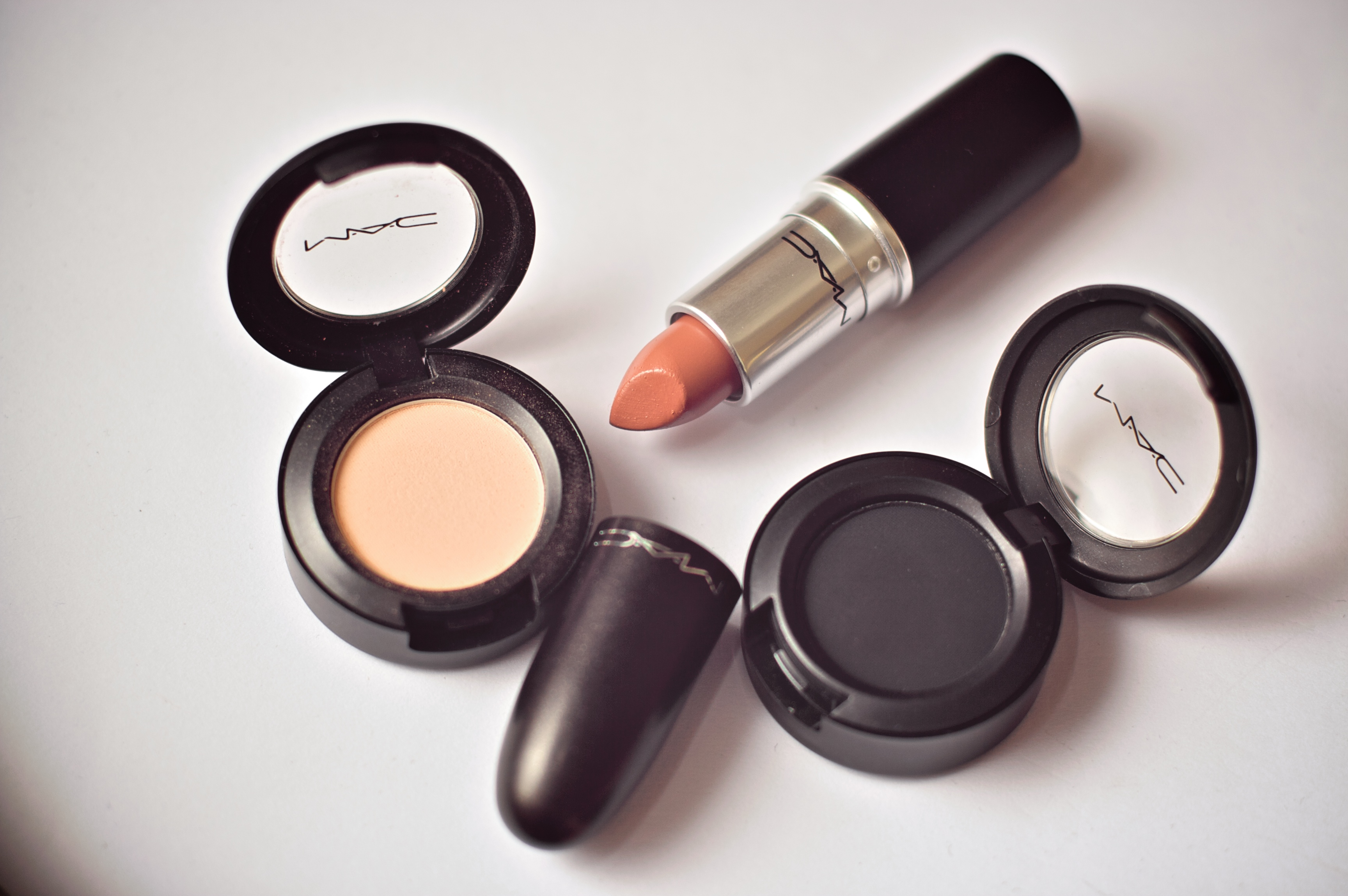
Rtěnka MAC
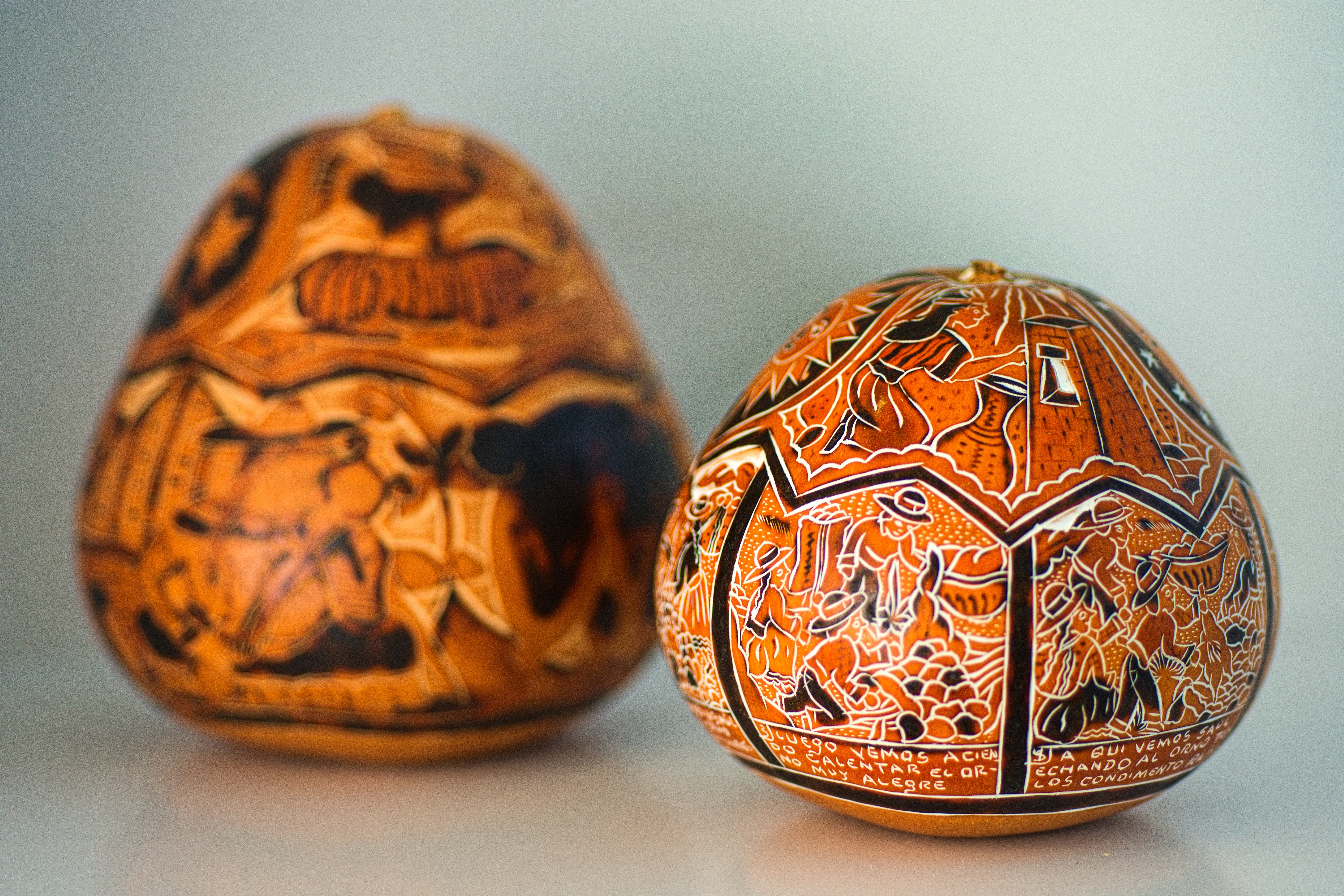
Produktová fotografie zdobených tykví - turistický artefakt